# Старый Отарчик
Ста́рый Отарчи́к (до нач. XX века Отарчи́к; укр. Старий Отарчик, крымскотат. Eski Otarçıq, Эски Отарчыкъ) — исчезнувшее село в Красногвардейском районе Республики Крым, располагавшееся на юге района, включённое в состав Пятихатки, сейчас, примерно, восточная часть села.

## История
Первое документальное упоминание села встречается в Камеральном Описании Крыма… 1784 года, судя по которому, в последний период Крымского ханства Отар дужик входил в Даирский кадылык Акмечетского каймаканства.
После присоединения Крыма к России (8) 19 апреля 1783 года, (8) 19 февраля 1784 года, именным указом Екатерины II сенату, на территории бывшего Крымского Ханства была образована Таврическая область и деревня была приписана к Перекопскому уезду. После Павловских реформ, с 1796 по 1802 год, входила в Акмечетский уезд Новороссийской губернии. По новому административному делению, после создания 8 (20) октября 1802 года Таврической губернии, Отарчик был включён в состав Кокчора-Киятской волости Перекопского уезда.
По Ведомости о всех селениях в Перекопском уезде состоящих с показанием в которой волости сколько числом дворов и душ… от 21 октября 1805 года в деревне Отарчик числилось 11 дворов, 97 жителей крымских татар и 3-е ясыров. На военно-топографической карте генерал-майора Мухина 1817 года деревня обозначена с 12 дворами. В результате реформы волостного деления 1829 года селение, согласно «Ведомости о казённых волостях Таврической губернии 1829 года», осталась в составе Кокчора-Киятской волости. На карте 1836 года в деревне 8 дворов, а на карте 1842 года Отарчик обозначен условным знаком «малая деревня», то есть, менее 5 дворов.
В 1860-х годах, после земской реформы Александра II, деревню включили в состав Айбарской волости. В «Списке населённых мест Таврической губернии по сведениям 1864 года», составленном по результатам VIII ревизии 1864 года, Отарчик — владельческая татарская деревня с 8 дворами, 42 жителями и мечетью при колодцах. По обследованиям профессора А. Н. Козловского начала 1860-х годов, вода в колодцах деревни была пресная, а их глубина составляла 10—15 саженей (21—32 м). На трёхверстовой карте Шуберта 1865—1876 года в деревне обозначено 6 дворов. В «Памятной книге Таврической губернии 1889 года» по результатам Х ревизии 1887 года записан Отарчик Григорьевской волости, с 14 дворами и 74 жителями. Видимо, во второй половине XIX века земли в деревне были приобретены крупным крымским немецким землевладельцем Антоном Люстихом, но точная дата в доступных источниках не встречается.
После земской реформы 1890 года, Отарчик отнесли к Бютеньской волости. Согласно «…Памятной книжке Таврической губернии на 1892 год», в деревне Отарчик, находившейся в частном владении, было 36 жителей в 8 домохозяйствах, по данным же энциклопедического словаря «Немцы России» это был немецкий хутор. По «…Памятной книжке Таврической губернии на 1900 год» в деревне числился 81 житель в 2 дворах. По Статистическому справочнику Таврической губернии. Ч.II-я. Статистический очерк, выпуск пятый Перекопский уезд, 1915 год, в деревне Отарчик Старый Бютеньской волости Перекопского уезда числилось 3 двора (все дворы безземельные) с немецким населением в количестве 23 человек «посторонних» жителей, из которых 15 мужчин и 8 женщин. Жители землёй не владели, но за селением числилось 220 десятин земли. В хозяйствах имелось 12 лошадей, 4 вола, 9 коров и 10 голов мелкого скота. Дальнейшая судьба пока неизвестна, при этомнп картах 1941 года и 1942 года Старый Отарчик обознечен, но в Списке населённых пунктов Крымской АССР по Всесоюзной переписи 17 декабря 1926 года уже не числится. Видимо, небольшое поселение было поглощено соседним Бешуй-Эли..

### Динамика численности населения
| - 1805 год — 100 чел. - 1864 год — 42 чел. - 1889 год — 74 чел. | - 1892 год — 36 чел. - 1900 год — 81 чел. - 1915 год — 0/23 чел. |